# Myrmarachnini
Myrmarachnini è una tribù di ragni appartenente alla sottofamiglia Myrmarachninae della famiglia Salticidae dell'ordine Araneae della classe Arachnida.

## Distribuzione
Dei sei generi oggi noti di questa tribù, Myrmarachne ha diffusione cosmopolita: gli altri sono sparsi in Asia sudorientale, Australia, Africa e Brasile.

## Tassonomia
A dicembre 2010, gli aracnologi riconoscono sei generi appartenenti a questa tribù:
- Arachnotermes Mello-Leitão, 1928 — Brasile (1 specie)
- Belippo Simon, 1910 — Africa (7 specie)
- Bocus Peckham & Peckham, 1892 — Borneo, Filippine (3 specie)
- Damoetas Peckham & Peckham, 1886 — Borneo, Australia (3 specie)
- Myrmarachne MacLeay, 1839 — cosmopolita (205 specie)
- Panachraesta Simon, 1900 — Sri Lanka (1 specie)